# Cesanita
La cesanita és un mineral de la classe dels sulfats, que pertany al grup de l'hedifana. Rep el seu nom de la localitat de Cesano, a Itàlia, la seva localitat tipus.

## Característiques
La cesanita és un sulfat de fórmula química Na₃Ca₂(SO₄)₃(OH). Cristal·litza en el sistema hexagonal. Es troba en forma de rars cristalls prismàtics hexagonals subèdrics i estriats, de fins a 1,5 mil·límetres, exhibint {1010}, {0111} i {0001}; comunament granular.
Segons la classificació de Nickel-Strunz, la cesanita pertany a «07.B - Sulfats (selenats, etc.) amb anions addicionals, sense H₂O, amb cations grans només» juntament amb els següents minerals: sulfohalita, galeïta, schairerita, kogarkoïta, caracolita, aiolosita, burkeïta, hanksita, cannonita, lanarkita, grandreefita, itoïta, chiluïta, hectorfloresita, pseudograndreefita i sundiusita.

## Formació i jaciments
Va ser descoberta l'any 1981 al camp geotèrmic de Cesano, prop del llac Bracciano, a la província de Roma (Laci, Itàlia). També ha estat descrita a la mina Asunción, a Caracoles (Regió d'Antofagasta, Xile), i a les coves de San Salvador, a l'illa homònima (Bahames). Sol trobar-se associada a altres minerals com: görgeyita, pirita, guix, anhidrita, aftitalita, kalistrontita i glauberita.